# 斯尼爾利維爾 (伊利諾伊州)
斯尼爾利維爾（英語：Snearlyville）是位於美國伊利諾伊州克林頓縣的一個非建制地區。該地的面積和人口皆未知。

## 地理
斯尼爾利維爾的座標為38°36′36″N 89°29′42″W / 38.61000°N 89.49500°W，而該地的平均海拔高度為130米（即430英尺）。